# Tingomaria hydrophila
Tingomaria hydrophila es un arácnido opilion de la familia Gonyleptidae.
La especie se encuentra en estado crítico por Decreto Supremo Nº 004-2014-MINAGRI.